# María Venegas de la Torre
María Venegas de la Torre, in religione Maria di Gesù Sacramentato (Zapotlanejo, 8 settembre 1868 – Guadalajara, 30 luglio 1959), è stata una religiosa messicana, fondatrice della congregazione delle Figlie del Sacro Cuore di Gesù. Beatificata nel 1992, è stata proclamata santa da papa Giovanni Paolo II nel 2000.
La sua memoria ricorre il 30 luglio.